# Клифвуд Бич (Њу Џерзи)
Клифвуд Бич (енгл. Cliffwood Beach) насељено је место без административног статуса у америчкој савезној држави Њу Џерзи.

## Демографија
По попису из 2010. године број становника је 3.194, што је 344 (-9,7%) становника мање него 2000. године.
| Група             | 2000.         | 2010.         |
| Белци             | 2.559 (72,3%) | 2.144 (67,1%) |
| Афроамериканци    | 532 (15,0%)   | 437 (13,7%)   |
| Азијати           | 48 (1,4%)     | 101 (3,2%)    |
| Хиспаноамериканци | 346 (9,8%)    | 461 (14,4%)   |
| Укупно            | 3.538         | 3.194         |